# Mesna
Mesna (Uromiteksan, Mesneks) je organosumporno jedinjenje koje se koristi kao adjuvans u hemoterapiji kancera pri primeni ciklofosfamida i ifosfamida. MESNA je akronim za 2-merkaptoetan sulfonat Na (natrijum).

## Upotreba

### Hemoterapijski adjuvans
Mesna se terapeutski koristi za redukovanje pojave hemoragičnog cistitisa i hematurije kad pacijaent prima ifosfamid ili ciklofosfamid kao hemoterapiju kancera. Ta dva antikancerna agensa mogu in vivo da budu konvertovana do urotoksičnih metabolita, kao što je akrolein.
Mesna pomaže u detoksifikaciji tih metabolita reakcijom svoje sulfhidrilne grupe sa vinil grupom. Lek takođe povećava urinarnu ekskreciju cisteina.

### Drugo
Izvan Severne Amerike, mesna se takođe koristi kao mukolitički agens, pri čemu deljue na isti način kao acetilcistein. U prodaji je tu indikaciju kao Mistabron i Mistabronco.

## Doziranje
Lek se dozira intravenozno. Mogučnost oralnog doziranje se ispituje.

## Mehanizam
Smatra se da deluje kao antioksidans.

## Spoljašnje veze
|  | Molimo Vas, obratite pažnju na važno upozorenje u vezi sa temama iz oblasti medicine (zdravlja). |